# Exacum subacaule
Exacum subacaule là một loài thực vật có hoa trong họ Long đởm. Loài này được Humbert mô tả khoa học đầu tiên năm 1964.